# 카네코 타츠
카네코 타츠(일본어: 金子 達, 1943년 9월 7일 ~)는 일본의 배우 겸 성우로, 도쿄도 출신이다.